# Mourn
Mourn és una banda de rock formada al Maresme el 2013 per Carla Pérez, Jazz Rodríguez, Antonio Postius i Leia Rodríguez, considerats un dels grups amb més projecció internacional de Catalunya i de l'Estat espanyol. Amb un so que té influències de PJ Harvey, Ramones, Nirvana, Elliott Smith, Sleater-Kinney, Patti Smith, entre d'altres. el grup ha tocat per Espanya, França i el Regne Unit, Itàlia, Països Baixos, Islàndia, Eslovàquia, Japó, els Estats Units i al Pitchfork Music Festival.

## Història

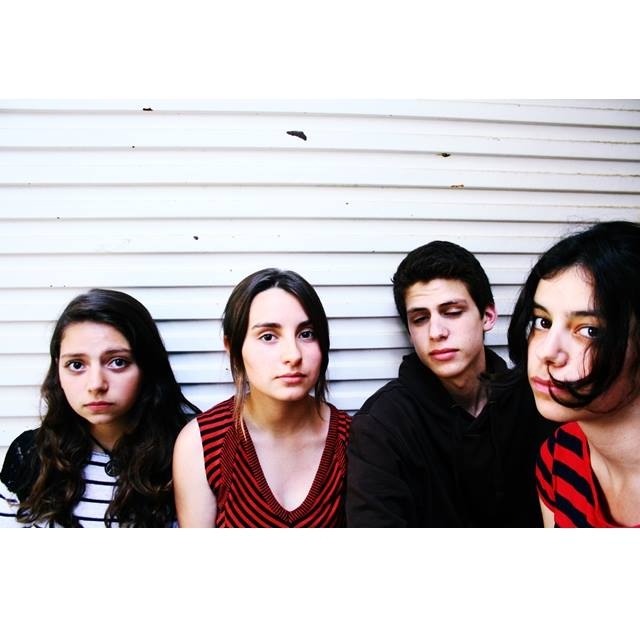
Mourn - Instagram

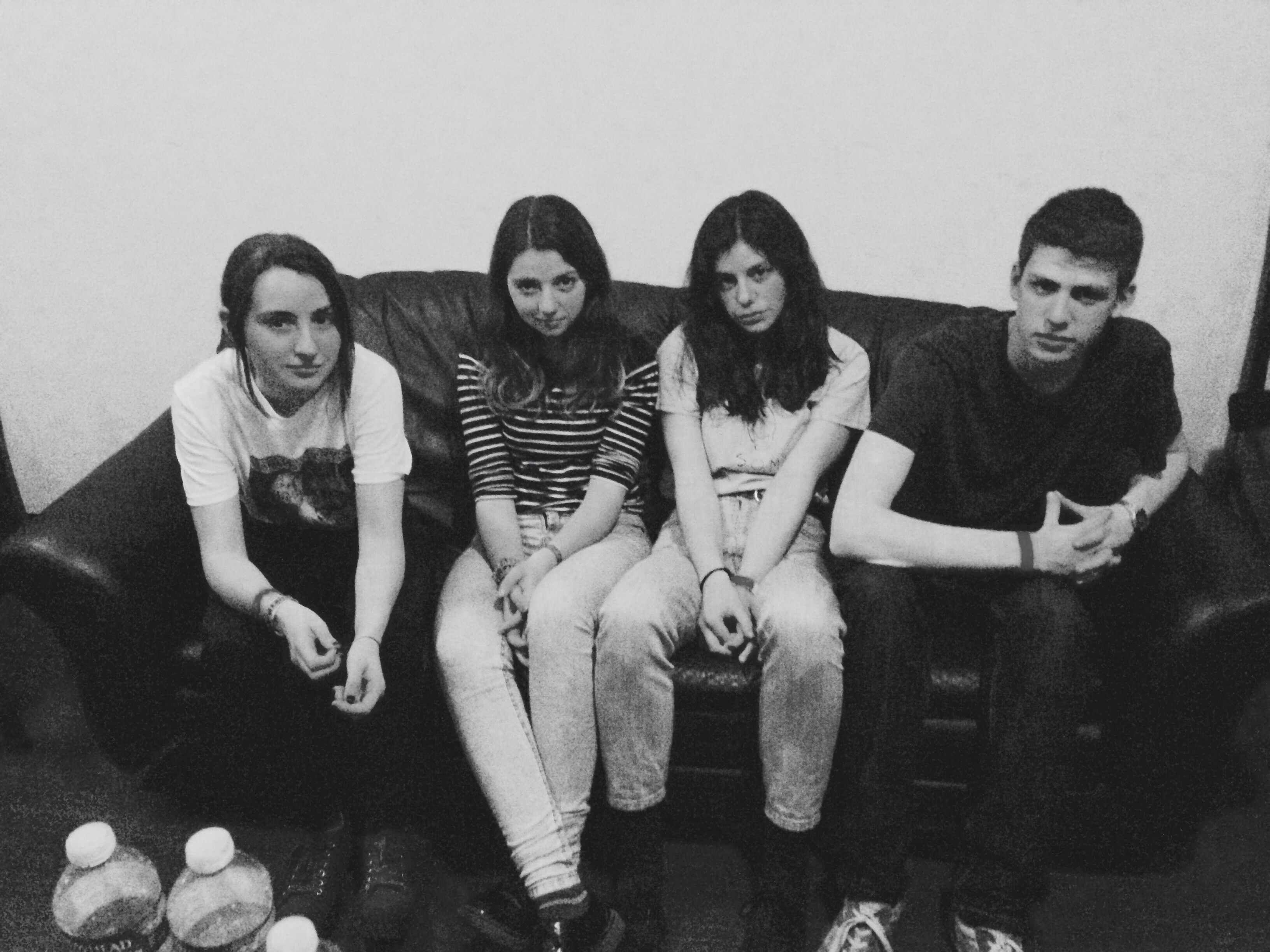
Mourn @ The Chapel, San Francisco

El grup es va formar quan les dues guitarristes i cantants Carla Pérez Vas i Jazz Rodríguez, nascudes el 1996, es van conèixer a l'institut el 2012, més concretament a l'IES Alexandre Satorras de Mataró. Van començar fent un grup de versions d'altres artistes i posteriorment es va unir al grup Antonio Postius (bateria) i Leia Rodríguez (baix). Leia i Jazz són germanes i filles de Ramon Rodríguez, líder de The New Raemon. El grup va fer el seu primer concert l'octubre del 2013.
El gener de 2014 van enregistrar el seu primer àlbum amb el bateria Antonio Postius i amb la baixista Leia Rodríguez, germana petita de Jazz. L'àlbum, autoeditat per Sones Records i enregistrat en un parell de dies a Barcelona amb un pressupost de 400 euros. Va ser produït per Lluís Cots, bateria de Madee. L'àlbum va tenir molt bona acollida per la crítica i a la xarxa i es va difondre a nivell internacional, fins al punt que l'octubre del mateix any la banda va signar un contracte amb la discogràfica estatunidenca Captured Tracks.
Alhora, l'influent portal de música Pitchfork Media va qualificar les cançons "Otitis" i "Silver Gold" com les millors cançons d'una banda debutant. Progressivament la banda va publicar tres senzills per difondre el disc: Otitis, Silver Gold and Your Brain is Made of Candy.

## Discografia

### Mourn
L'àlbum homònim de debut té 10 cançons: 
| Núm.          | Títol                         | Durada |
| ------------- | ----------------------------- | ------ |
| 1.            | «Your Brain Is Made Of Candy» | 2:12   |
| 2.            | «Dark Issues»                 | 3:25   |
| 3.            | «Philliphius»                 | 1:37   |
| 4.            | «Misery Factory»              | 1:42   |
| 5.            | «Otitis»                      | 2:30   |
| 6.            | «You Don't Know Me»           | 1:38   |
| 7.            | «Marshall»                    | 2:01   |
| 8.            | «Squirrel»                    | 1:38   |
| 9.            | «Jack»                        | 1:19   |
| 10.           | «Silver Gold»                 | 2:56   |
| 11.           | «Boys Are Cunts»              | 2:39   |
| Durada total: | Durada total:                 | 21:37  |

HA, HA, HE.
| Núm.          | Títol                          | Durada |
| ------------- | ------------------------------ | ------ |
| 1.            | «Flee»                         | 1:37   |
| 2.            | «Evil Dead»                    | 2:13   |
| 3.            | «Brother»                      | 1:48   |
| 4.            | «Howard»                       | 1:56   |
| 5.            | «The Unexpected»               | 2:36   |
| 6.            | «Storyteller»                  | 2:30   |
| 7.            | «Gertrudis, Get Through This!» | 3:38   |
| 8.            | «President Bullshit»           | 1:36   |
| 9.            | «I Am a Chicken»               | 2:13   |
| 10.           | «Second Sage»                  | 2:05   |
| 11.           | «Irrational Friend»            | 1:26   |
| 12.           | «Fry Me»                       | 3:26   |
| Durada total: | Durada total:                  | 26:10  |